# Ursula K. Le Guin

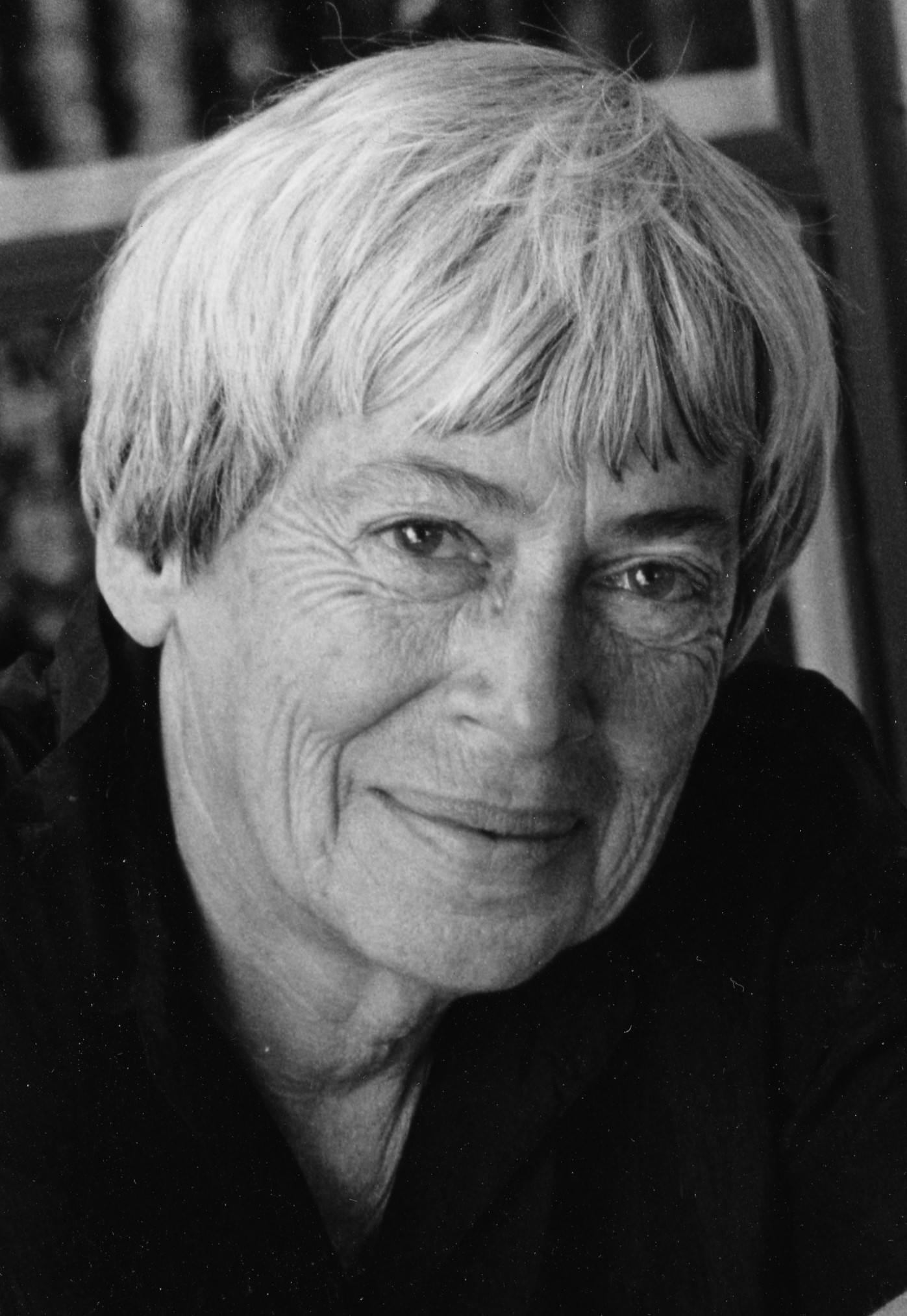
Ursula K. Le Guin (1995)

Ursula Kroeber Le Guin [ˈɝsələ ˈkʁø:bɐ ləˈgwɪn] (* 21. Oktober 1929 in Berkeley, Kalifornien als Ursula Kroeber; † 22. Januar 2018 in Portland, Oregon) war eine amerikanische Autorin hauptsächlich phantastischer Literatur, aber auch politischer Utopien. Bekannt ist sie vor allem durch die Science-Fiction-Romane des Hainish-Zyklus und die Fantasy-Romane der Erdsee-Welt.

## Leben
Ursula Kroeber war die Tochter der Schriftstellerin und Anthropologin Theodora Kroeber, Autorin von Ishi in Two Worlds, der Biografie des letzten Überlebenden der Yahi-Indianer, und des Professors für Anthropologie Alfred Louis Kroeber. Väterlicherseits stammte die Familie aus Kröbern in Thüringen. Die Vorfahren der Mutter, deren Geburtsname Kracaw war, waren Anfang des 19. Jahrhunderts in die USA eingewandert. Während der Schulzeit wohnte die Familie in der Nähe des Campus der University of California, Berkeley, wo Kroeber die Berkeley High School besuchte. Die Sommermonate verbrachte die Familie in ihrem Anwesen Kishamish im Napa Valley.
Sie begann schon früh zu schreiben. In einem ihrer wenigen autobiographischen Essays schreibt sie über den Eindruck, den Lord Dunsanys A Dreamer’s Tale auf die kindliche Leserin machte, wie sie mit acht Jahren ihre erste Geschichte von einem Mann schrieb, der von übelwollenden Elfen verfolgt wird, und wie sie mit 11 Jahren eine erste Zeitreisegeschichte an Amazing Stories sandte, die abgelehnt wurde. Sie las viel; es gab ein Haus voller Bücher und eine gute öffentliche Bibliothek. Science-Fiction las sie aber für lange Zeit nicht mehr – „I was busy with Tolstoy and things“, außerdem gab es immer nur die Geschichten von den Raumschiffkapitänen mit kantigen Gesichtern und seltsamen Waffen – es war die goldene Zeit der Space Operas – erst 1960 oder 1961 auf Anregung eines Freundes rezipierte sie eine Erzählung von Cordwainer Smith, die sie davon überzeugte, dass man es machen könne, das heißt, dass es Science-Fiction von Interesse gibt und dass man dergleichen auch schreiben könnte.
Zunächst kamen aber Schule und Studium. Nach der High School ging Kroeber an die Ostküste und studierte Literatur am Radcliffe College in Cambridge, wo sie 1951 den Bachelor erwarb und mit einer Mitgliedschaft bei Phi Beta Kappa ausgezeichnet wurde. Anschließend setzte sie ihre Studien der italienischen und französischen Renaissance an der Columbia University in New York fort, wo sie Faculty Fellow war und mit einer Arbeit über Pierre de Ronsard 1952 mit dem Master abschloss. Den Hintergrund der mediterranen Renaissance-Welt verwendete sie später in ihren Geschichten aus Orsinien und in Malafrena.
Mehrere Fulbright-Stipendien erlaubten ihr Forschungsaufenthalte in Paris (1953–1954) und London (1968–69 und 1975–76). In Frankreich lernte sie 1953 ihren späteren Ehemann kennen, den Professor für Geschichte Charles A. Le Guin. Im Dezember 1953 heirateten Kroeber und Le Guin. Mit ihrem Mann hatte sie zwei Töchter (geb. 1957 und 1959) und einen Sohn (geb. 1964).
Le Guin unterrichtete in den folgenden Jahren Französisch an der Mercer University in Macon, Georgia und an der University of Idaho in Moscow. 1955 war sie Department Secretary (stellvertretender Fachbereichsleiter) an der Emory University in Atlanta. Die Familie ließ sich schließlich 1958 an der Westküste in Portland, Oregon nieder, wo ihr Mann an der Portland State University unterrichtete.
Im September 1962 erschien im SF-Magazin Fantastic Stories of Imagination eine erste Erzählung, April in Paris. Ihr erster Roman, Rocannon’s World , erschien 1966. Die folgenden Jahre bis 1974 waren die schriftstellerisch produktivsten, in denen die meisten ihrer bekanntesten Werke, vor allem der Großteil der Romane aus den Hainish- und Erdsee-Zyklen erschienen. Bald schon folgte auch Anerkennung, sie gewann Preise, ihre Bücher wurden enthusiastisch besprochen und ihre Kurzgeschichten fanden den Weg in wichtige Anthologien.

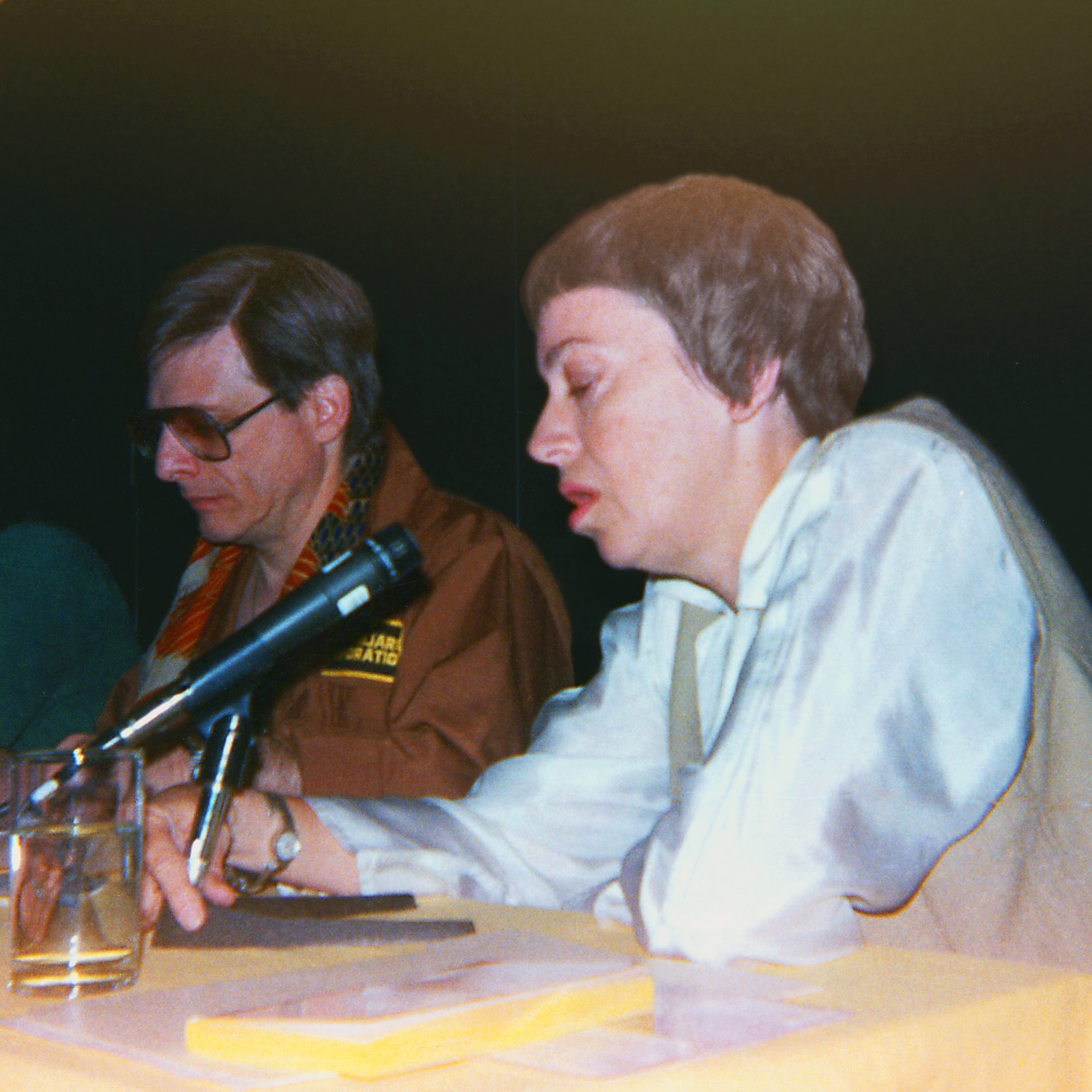
Le Guin mit Harlan Ellison auf der Westcon 1984

Neben ihren belletristischen Werken verfasste sie eine Reihe von literaturkritischen und theoretischen Arbeiten und war immer wieder Dozentin in Lehrveranstaltungen und Workshops für Kreatives Schreiben, unter anderem an der Pacific University, Forest Grove, Oregon (1971), University of Washington, Seattle (1971–1973), Portland State University, Oregon (1974, 1977, 1979), in Melbourne, Australien (1975), an der University of Reading in England (1976), der Indiana Writers Conference in Bloomington (1978, 1983), am Beloit College (1991–1992), an der University of California in San Diego (1979) und über viele Jahre hin an der Portland State University.
Im Januar 2018 starb Le Guin im Alter von 88 Jahren in ihrem Heim in Portland.

## Werk
Le Guin beschrieb ihre Arbeitsweise einmal folgendermaßen als eine Art visionären Prozess bzw. visionäre Aufgabe:

„A person [is] seen, seen at a certain distance, usually in a landscape. The place is there, the person is there. I didn’t invent him, I didn’t make her up: he or she is there. And my business is to get there too.“

„Man sieht jemanden, auf eine gewisse Entfernung, meist in einer Landschaft. Der Ort ist da, die Person ist da. Ich erfinde sie nicht, ich denke sie mir nicht aus: Er oder sie ist dort. Und meine Aufgabe ist es, auch dorthin zu kommen.“

Das heißt, die bestimmenden Elemente in Le Guins Werken sind die Protagonisten als Teil und in Beziehung zu der sie umgebenden Welt.
Dementsprechend lassen sich ihre Erzählungen in vier Hauptgruppen einteilen, entsprechend den vier fiktiven Welten Le Guins, denen ein Großteil ihrer Werke zugeordnet werden kann. Diese sind
- die Science-Fiction-Welt des Hainish-Zyklus,
- die Fantasy-Welt der Erdsee-Romane,
- das fiktive, zentraleuropäische Land Orsinien und

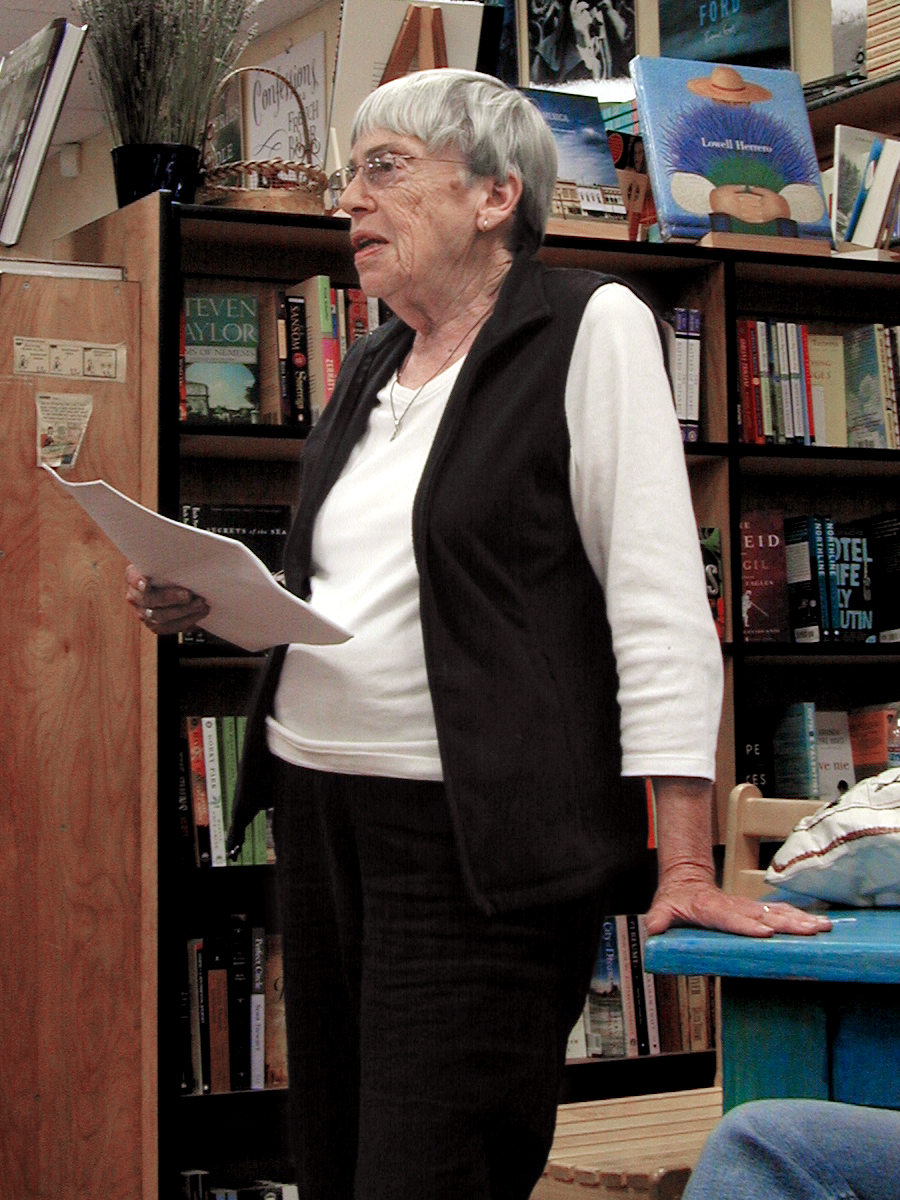
Ursula K. Le Guin (2008)

- Ursula K. Le Guin (2008)die amerikanische Westküste, in einer nahen, nicht näher bestimmten Zukunft.

Le Guin hatte wenig übrig für die Aufteilungen und Abgrenzungen, die mit den Genrebegriffen der Science-Fiction verbunden sind, wie sie in ihrem Essay Genre: A Word Only the French Could Love formulierte. Dabei beanstandet sie vor allem Genre-Zuordnungen, wenn sie als Merkmal literarischer Qualität missbraucht werden:

„All judgment of literature by genre is tripe. All judgment of a category of literature as inherently superior or inferior is tripe. […] There are many bad books. There are no bad genres.“

„Jede Beurteilung von Literatur per Genre ist Schrott. Jede Einstufung einer literarischen Form als inhärent höher- oder minderwertiger ist Schrott. […] Es gibt viele schlechte Bücher. Es gibt keine schlechten Genres.“

Ansonsten hält sie Genre-Zuordnung in vielen Fällen für durchaus nützlich, vor allem für den Leser. Aber:

„I too have crossed some genre barriers, in fact about as many as I could.“

„Auch ich habe mich über Genregrenzen hinweggesetzt. In der Tat über so viele, wie es mir möglich war.“

Dennoch exemplifizierte sie die Genre-Unterscheidungen in ihren vier Welten geradezu schulbuchmäßig, etwa entsprechend Samuel R. Delanys Definition, nach der ein Bericht schildert, was geschehen ist, ein realistischer Roman etwas, was hätte geschehen können, die Science-Fiction das, was nicht geschehen ist (aber geschehen könnte), und die Fantasy schließlich das, was nicht geschehen könnte – außer, wenn alles geschehen kann.
Neben Romanen und Kurzgeschichten schrieb Le Guin mehrere Kinderbücher, zahlreiche Essays, Literaturrezensionen und übersetzte Lao Zis Daodejing.

### Fiktive Welten

#### Welt der Ökumene (Hainish-Zyklus)
Die „Ökumene“ (im Original Ekumen) ist ein relativ loser Verbund von bewohnten Welten, die vor langer Zeit von den Humanoiden der Welt Hain besiedelt wurden. Zu diesen Welten gehört auch Terra, die Erde, die Menschen sind also Nachfahren hainischer Kolonisten. Der Kontakt ging mit dem Niedergang der hainischen Zivilisation verloren und wurde erst wiederhergestellt, als interstellare Raumfahrt erneut möglich wurde. Es gibt allerdings keinen überlichtschnellen Antrieb, weshalb Reisen und auch der Austausch von Nachrichten zunächst Jahre dauern, auch wenn aufgrund der Zeitdilatation den Reisenden selbst die Zeit wesentlich kürzer erscheint. Erst durch die Erfindung des Ansible, eines interstellaren Kommunikators, der den Austausch von Nachrichten ohne Zeitverzögerung möglich macht – der Hintergrund der Erfindung wird im Roman The Dispossessed geschildert – wird eine engere Zusammenarbeit und ein Austausch und damit die Ökumene als Zusammenschluss der bewohnten Welten erst möglich.
Es handelt sich bei den Erzählungen aus dem Ekumen-Universum also um Science-Fiction im klassischen Sinn: Akzeptiert man die Voraussetzungen (also etwa die Möglichkeit instantaner Kommunikation über interstellare Entfernungen oder von Telepathie), so folgt alles Weitere durchaus den Linien des realistischen Romans.

#### Erdsee
Weniger klar verhält es sich mit der Welt der Erdsee. Zwar gibt es Zauberer und Drachen, also zwei klassische Elemente der Fantasy. Es kann allerdings nicht in jedem Augenblick alles passieren, vielmehr unterliegt die Magie Regeln, die – entsprechende Begabung vorausgesetzt – erlernt werden können, und zwar in der Schule der Magier auf der Insel Rok. Zentral für deren Studium ist die Kenntnis der wahren Namen der Dinge, die der wahren, ursprünglichen und einzigen Sprache entstammen. Diese magische Sprache ist zugleich die Muttersprache der Drachen, die dadurch magische Geschöpfe schlechthin sind.
Das Inselreich der Erdsee wird von verschiedenen Völkern bewohnt, mit von Insel zu Insel verschiedenen Sitten und Gebräuchen. Es gibt Rok als kulturelles Zentrum und den jährlichen Langtanz als auf fast allen Inseln geübtes Ritual, doch diese kulturelle Klammer ist relativ lose.
Weiterhin gibt es eine nicht im Einzelnen ausgeführte, aber immer wieder angedeutete Geschichte des Inselreichs und es gibt ein Königtum, das allerdings zu dem Zeitpunkt, als Der Magier der Erdsee beginnt, schon lange erloschen ist. Der Magier der Erdsee ist der erste Band der für den Erdsee-Zyklus zentralen Trilogie, die weiteren Bände sind Die Gräber von Atuan und Das ferne Ufer. Der Protagonist dieser drei Romane ist Ged, genannt Sperber, und die Romane schildern die Laufbahn Geds vom Ziegenhirten auf der Berginsel Gont bis zum Erzmagier der Erdsee.
Man hat also eine konsistente Welt, deren Grundvoraussetzungen ganz andere sind als die der uns bekannten Welt. Allerdings gibt es ja durchaus zahlreiche menschliche Gemeinschaften und Kulturen, in denen Magie für eine existierende, wirkende Macht gehalten wird. In der Le Guinschen Erdsee kommt zu einer derartigen Weltsicht dann das offensichtlich, sehr handgreifliche „Funktionieren“ solcher Magie.
Ein zentrales Thema der Fantasy ist der Einbruch des völlig Unbekannten, des Namenlosen, in die geordnete, benannte Welt der High Fantasy. Diese Konfrontation ist Thema in Der Magier der Erdsee, wo Ged als Student der Magie unbeabsichtigt ein finsteres, namenloses Wesen heraufbeschwört, das ihn fortan verfolgt und seine gesamte Existenz zu verschlingen droht, und ebenso im dritten Roman Das ferne Ufer, wo die Magie insgesamt bedroht ist und zu verlöschen droht, und damit auch die Kultur des Inselreichs vor dem Untergang steht. Der Einbruch des Unbekannten ist hier buchstäblich Folge einer Grenzüberschreitung, indem nämlich die Grenze zwischen dem Ort der Lebenden und dem Reich des unumkehrbaren, unwiderruflichen Todes durchbrochen wird. Durch die so entstandene Bresche blutet die Welt der Magie aus und Ged gelingt es nur unter Aufbietung seiner sämtlichen Kräfte und mit Hilfe des künftigen Königs, die Lücke wieder zu schließen und die Welt der Magie zu restituieren.

## Auszeichnungen
Sie hat für ihre Bücher eine Reihe von Auszeichnungen erhalten, darunter mehrfach die beiden bedeutendsten internationalen Preise für Science-Fiction-Literatur, den Nebula Award und den Hugo Award. Die linke Hand der Dunkelheit und Planet der Habenichtse gewannen jeweils beide Preise, daneben Tehanu und Powers den Nebula Award und Das Wort für Welt ist Wald den Hugo Award. 1974 erhielt Die Omelas den Rücken kehren den Hugo für die beste Kurzgeschichte. 1985 erhielt sie den Janet Heidinger Kafka Prize der University of Rochester. Zwischen 1972 und 2009 gewann sie außerdem insgesamt vier Locus Awards. 1988 und 2002 erhielt sie den World Fantasy Award. Für ihr Lebenswerk erhielt sie 1979 den Gandalf Grand Master Award, 1995 den World Fantasy Award, 2003 den Damon Knight Memorial Grand Master Award der Science Fiction and Fantasy Writers of America, 2004 den Margaret A. Edwards Award der American Library Association sowie 2014 die Medal for Distinguished Contribution to American Letters der National Book Federation.
2001 wurde sie in die Science Fiction Hall of Fame aufgenommen. 2017 erhielt sie den Hugo Award for the Best Related Work für Words Are My Matter: Writings About Life and Books, 2000–2016 und 2018 denselben Preis postum für No Time to Spare: Thinking About What Matters. Ebenfalls postum erhielt sie 2018 für die Sammlung The Hainish Novels and Stories den Locus Award. 2017 wurde sie in die American Academy of Arts and Letters gewählt.
2019 wurde ein Asteroid nach ihr benannt: (181518) Ursulakleguin, 2024 ein Krater auf dem Planeten Merkur: Merkurkrater Le Guin.

## Bibliografie

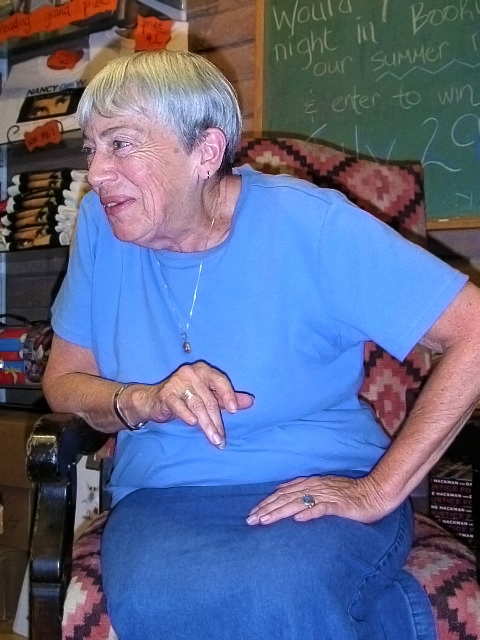
Ursula K. Le Guin (2004)

### Hainish-Zyklus
- The Dowry of Angyar (Kurzgeschichte, 1964)
  - Semleys Geschmeide. In: Die zwölf Striche der Windrose. 1980.
- Rocannon’s World (1966)
  - Rocannons Welt. Übersetzt von Birgit Reß-Bohusch. Heyne SF&F #3578, 1977, ISBN 3-453-30473-X.
- Planet of Exile (1966)
  - Das zehnte Jahr. Übersetzt von Birgit Reß-Bohusch. Heyne SF&F #3604, 1978, ISBN 3-453-30511-6.
- City of Illusions (1967)
  - Stadt der Illusionen. Übersetzt von Birgit Reß-Bohusch. Heyne SF&F #3672, 1979, ISBN 3-453-30590-6.
- The Left Hand of Darkness (1969, Hugo und Nebula Award)
  - Winterplanet. Übersetzt von Gisela Stege. Heyne SF&F #3400, 1974, ISBN 3-453-30295-8. Neuauflage als: Die linke Hand der Dunkelheit. Heyne SF&F #8207, 2000, ISBN 3-453-16415-6
  - Die linke Hand der Dunkelheit. Übersetzt von Karen Nölle, Fischer Tor, Frankfurt/M. 2023, ISBN 978-3-596-70712-6.
- Winter’s King (Kurzgeschichte, 1969)
  - Der König von Winter. In: Die zwölf Striche der Windrose. 1980.
- Vaster Than Empires and More Slow (Kurzgeschichte, 1971)
  - Unermeßlich wie ein Weltreich — langsamer gewachsen. In: Die zwölf Striche der Windrose. 1980.
- The Word for World is Forest (1972, Hugo Award)
  - Das Wort für Welt ist Wald. Übersetzt von Gisela Stege. Heyne SF&F #3466, 1975, ISBN 3-453-30378-4.
  - Das Wort für Welt ist Wald. Neu bearbeitete Übersetzung von Hiltrud Bontrup, basierend auf der Übersetzung von Gisela Stege. 1997.
  - Das Wort für Welt ist Wald. In: Grenzwelten, Übersetzt von Karen Nölle, Fischer Tor, 2022, ISBN 978-3-596-70578-8.
- The Dispossessed (1974, Hugo und Nebula Award).
  - Planet der Habenichtse. Übersetzt von Gisela Stege. Heyne SF&F #3505, 1976, ISBN 3-453-30395-4.
  - Planet der Habenichtse. Übersetzt von Hiltrud Bontrup, basierend auf der Übersetzung von Gisela Stege. Argument (Ariadne Social Fantasies #2043), 1999, ISBN 3-88619-943-6.
  - Die Enteigneten. Übersetzt von Joachim Körber, basierend auf der Übersetzung von Hiltrud Bontrup. Edition Phantasia (Phantasia Paperback Science Fiction #1007), 2006, ISBN 3-937897-20-8.
  - Freie Geister. Übersetzt von Karen Nölle. Fischer Tor, 2017, ISBN 978-3-596-03535-9.
- The Day Before the Revolution (Kurzgeschichte, 1974)
  - Der Tag vor der Revolution. Übersetzt von Leni Sobez. In: Science-Fiction-Stories 73. Ullstein 2000 #146 (3515), 1978, ISBN 3-548-03515-9.
  - Der Tag vor der Revolution. Übersetzt von Gisela Stege. In: Die zwölf Striche der Windrose. 1980.
  - Der Tag vor der Revolution. Übersetzt von Eva Malsch. In: James Gunn (Hrsg.): Der Tag vor der Revolution. 1982.
  - Der Tag vor der Revolution. Übersetzt von Karen Nölle. In: Hannes Riffel (Hrsg.): Vor der Revolution: Ein phantastischer Almanach, Erste Folge. 2023.
- The Shobies’ Story (Kurzgeschichte, 1990)
  - Die Geschichte der Shobies. In: Ein Fischer des Binnenmeeres. 1998.
- Dancing to Ganam (Kurzgeschichte, 1993)
  - Tanzend nach Ganam. In: Ein Fischer des Binnenmeeres. 1998.
- Unchosen Love (Kurzgeschichte, 1994)
- The Matter of Seggri (Kurzgeschichte, 1994)
- Another Story or A Fisherman of the Inland Sea (1994)
  - Eine andere Geschichte oder ein Fischer des Binnenmeeres. In: Ein Fischer des Binnenmeeres. 1998.
- Solitude (Kurzgeschichte, 1994)
- Coming of Age in Karhide by Sov Thade Tage em Ereb, of Rer, in Karhide, on Gethen (Kurzgeschichte, 1995)
- Four Ways to Forgiveness (4 Erzählungen von Yeowe und Werel, 1995; erweiterte Ausgabe mit 5 Erzählungen: Five Ways to Forgiveness, 2017)
- Mountain Ways (Kurzgeschichte, 1996)
- The Telling (2000)
  - Die Erzähler. Übersetzt von Biggy Winter. Edition Phantasia, 2000, ISBN 3-924959-56-0. Auch als: Heyne SF&F #6382, 2001, ISBN 3-453-18861-6.
  - Die Überlieferung. Übersetzt von Karen Nölle. In: Grenzwelten, Fischer Tor, 2022, ISBN 978-3-596-70578-8.

### Erdsee-Zyklus
- The Word of Unbinding (Kurzgeschichte, 1964)
  - Deutsch: Das lösende Wort. In: Die zwölf Striche der Windrose. 1980.
- The Rule of Names (Kurzgeschichte, 1964)
  - Deutsch: Die Namensregel. In: Die zwölf Striche der Windrose. 1980.
- A Wizard of Earthsea (1968)
  - Deutsch: Der Magier der Erdsee. Heyne SF&F #3675, 1979, ISBN 3-453-30594-9.
- The Tombs of Atuan (1970)
  - Deutsch: Die Gräber von Atuan. Heyne SF&F #3676, 1979, ISBN 3-453-30595-7.
- The Farthest Shore (1972, National Book Award)
  - Deutsch: Das ferne Ufer. Heyne SF&F #3677, 1979, ISBN 3-453-30596-5.
- Earthsea (1977, Sammelausgabe der ersten drei Romane)
  - Deutsch: Erdsee. Heyne SF&F #4343, 1986, ISBN 3-453-31356-9.
  - Deutsch: Erdsee – Die erste Trilogie. Übersetzt von Karen Nölle, Fischer Tor, 2020
- Tehanu: The Last Book of Earthsea (1990, Nebula Award)
  - Deutsch: Tehanu. Heyne SF&F #4952, 1992, ISBN 3-453-06233-7.
- The Earthsea Quartet (1993, Sammelausgabe der ersten vier Romane)
  - Deutsch: Erdsee: 4 Romane in einem Band. 2004, ISBN 978-3-492-28523-0.
- Dragonfly (Kurzgeschichte, 1998)
  - Deutsch: Drachenkind. In: Robert Silverberg (Hrsg.): Das Meer und kleine Fische. Heyne #13175, 2000, ISBN 3-453-17197-7.
- The Other Wind (Erzählungen, 2001)
  - Deutsch: Rückkehr nach Erdsee. Heyne SF&F #9229, 2003, ISBN 3-453-86169-8.
- Tales from Earthsea  (Erzählungen, 2001)
  - Deutsch: Das Vermächtnis von Erdsee. Heyne SF&F #9153, 2001, ISBN 3-453-18816-0.
- Sammelausgabe von Tehanu, Das Vermächtnis von Erdsee, Rückkehr nach Erdsee
  - Deutsch: Erdsee – Die zweite Trilogie, Übersetzt von Hans-Ulrich Möhring, Karen Nölle und Sara Riffel, Fischer Tor, 2021

### The Annals of the Western Shore
- Gifts (2004), PEN USA Children’s and Young Adult Literature Award 2005.[15]
  - Die wilde Gabe. Piper, 2006, ISBN 3-492-70109-4.
- Voices (2006)
- Powers (2007)

### Einzelromane
- The Lathe of Heaven (1971)
  - Deutsch: Die Geißel des Himmels. 1974, ISBN 3-937897-16-X
- Very Far away from Anywhere Else (1976)
  - Deutsch: Nächstes Jahr im September. 1983, ISBN 978-3-451-18211-2
- A Very Long Way from Anywhere Else (1976)
- The Eye of the Heron (1978)
  - Deutsch: Das Auge des Reihers. Übersetzung: Sylvia Pukallus. In: Virginia Kidd (Hrsg.): FUTURA. Frauen schreiben Science Fiction. 1982, ISBN 3-453-30786-0
- Malafrena (1979)
  - Deutsch: Malafrena. 1987, ISBN 978-3-453-31378-1
- The Beginning Place (1980, auch als Threshold)
  - Deutsch: Das Wunschtal. 1984, ISBN 3-453-21385-8
- Always Coming Home (1985)
  - Deutsch: Immer nach Hause. Aus dem amerikanischen Englisch übersetzt von Matthias Fersterer, Karen Nölle und Helmut W. Pesch. Carcosa, Wittenberge 2023, ISBN 978-3-910914-01-8
- A Ride on the Red Mare’s Back (1992)
- Paradises Lost (Novelle, 2002, enthalten in: The Birthday of the World and Other Stories)
  - Deutsch: Verlorene Paradiese. Atlantis, 2014, ISBN 978-3-86402-161-9
- Lavinia (2008)

### Kurzgeschichtensammlungen
- The Wind’s Twelve Quarters (1975)
  - Deutsch: Die zwölf Striche der Windrose. Heyne Verlag, München 1980, Bibliothek der Science Fiction Literatur Band 25, ISBN 3-453-30964-2.
- Orsinian Tales (1976)
  - Deutsch: Geschichten aus Orsinien. Science Fiction Erzählungen aus einem erfundenen Land. 1985, ISBN 3-453-31188-4.
- The Compass Rose (1982)
  - Deutsch: Die Kompaßrose. Heyne Verlag, München 1985, Bibliothek der Science Fiction Literatur Band 47, ISBN 3-453-31156-6.
- Buffalo Gals, Won’t You Come Out Tonight (1987)
- Searoad: Chronicles of Klatsand (1991)
  - Deutsch: Die Regenfrau. 2001, ISBN 3-453-18271-5.
- Science Fiction Stories (1994)
- A Fisherman of the Inland Sea (1994)
  - Deutsch: Ein Fischer des Binnenmeeres. 1998, ISBN 3-924959-45-5.
- Unlocking the Air (1996)
- The Birthday of the World (2002)
- Changing Planes (2003)
- Where on Earth (2012)
- Outer Space, Inner Lands (2012)
- The Unreal and the Real: The Selected Short Stories of Ursula K. Le Guin (2016, enthält die Erzählungen aus Where on Earth und Outer Space, Inner Lands)

### Kurzgeschichten
- April in Paris (1962)
  - Deutsch: April in Paris. In: Die zwölf Striche der Windrose. 1980.
- The Masters (1963)
  - Deutsch: Die Meister. In: Die zwölf Striche der Windrose. 1980.
- Darkness Box (1963)
  - Deutsch: Ein Kasten voll Dunkelheit. In: Die zwölf Striche der Windrose. 1980.
- Selection (1964)
- Dragon of Pendor (1968)
- From The Left Hand of Darkness (1969)
- The Question of Sex (1969, aus The Left Hand of Darkness)
- Nine Lives (1969)
  - Deutsch: Neun Leben. In: Die zwölf Striche der Windrose. 1980. Weitere Übersetzung von Eva Malsch. In: James Blish (Hrsg.): Ein Junge und sein Hund und andere »Nebula«-Preis-Stories 2. Moewig (Playboy Science Fiction #6723), 1981, ISBN 3-8118-6723-7.
- Things (1970, auch als The End)
  - Deutsch: Dinge. In: Die zwölf Striche der Windrose. 1980.
- The Good Trip (1970)
  - Deutsch: Der gute Trip. In: Die zwölf Striche der Windrose. 1980.
- A Trip to the Head (1970)
  - Deutsch: Reise in die Erinnerung. In: Die zwölf Striche der Windrose. 1980.
- Orr's Dreams (1971, aus The Lathe of Heaven)
- Direction of the Road (1973)
  - Deutsch: Wegrichtung. In: Die zwölf Striche der Windrose. 1980.
- The Field of Vision (1973)
  - Deutsch: Sehbereich. In: Die zwölf Striche der Windrose. 1980.
- The Ones Who Walk Away from Omelas (1973)
  - Deutsch: Die Omelas den Rücken kehren. In: Die zwölf Striche der Windrose. 1980.
- The Ursula Major Construct: or, A Far Greater Horror Loomed (1973)
- The Author of the Acacia Seeds and Other Extracts from the Journal of the Association of Therolinguistics (1974)
  - Deutsch: Der Autor der Akaziensamen und andere Auszüge aus dem „Journal der Gesellschaft für Therolinguistik“. In: Die Kompassrose. 1985.
- The Stars Below (1974)
  - Deutsch: Die Sterne unten. In: Die zwölf Striche der Windrose. 1980.
- Intracom (1974)
  - Deutsch: Intercom. In: Die Kompassrose. 1985.
- Schrödinger's Cat (1974)
  - Deutsch: Schrödingers Kater. In: Die Kompassrose. 1985.
- The New Atlantis (1975)
  - Deutsch: Das neue Atlantis. In: Die Kompassrose. 1985.
- Desperadoes of the Galactic Union (1975)
- Mazes (1975)
  - Deutsch: Labyrinthe. In: Die Kompassrose. 1985.
- No Use to Talk to Me (1976)
- Solomon Leviathan's Nine Hundred and Thirty-First Trip Around the World (1976)
- The Eye Altering (1976)
  - Deutsch: Die Veränderung des Auges. In: Die Kompassrose. 1985.
- The Water Is Wide (1976)
  - Deutsch: Das Wasser ist groß. In: Die Kompassrose. 1985.
- Gwilan's Harp (1977)
  - Deutsch: Gwilans Harfe. In: Die Kompassrose. 1985.
- The First Report of the Shipwrecked Foreigner to the Kadanh of Derb (1978)
  - Deutsch: Der erste Bericht des schiffbrüchigen Fremden an den Kadanh von Derb. In: Die Kompassrose. 1985.
- The Eye Altering (II) (1978)
- SQ (1978)
  - Deutsch: SQ. In: Die Kompassrose. 1985.
- Malheur County (1979)
  - Deutsch: Unglücksland. In: Die Kompassrose. 1985.
- The Pathways of Desire (1979)
  - Deutsch: Die Pfade des Verlangens. In: Die Kompassrose. 1985.
- Leese Webster (1979)
- Some Approaches to the Problem of the Shortage of Time (1979)
  - Deutsch: Einige Stellungnahmen zum Problem der Zeitknappheit. In: Die Kompassrose. 1985.
- The White Donkey (1980)
  - Deutsch: Der weiße Esel. In: Die Kompassrose. 1985.
- The Adventure of Cobbler's Rune (1982)
- The Phoenix (1982)
  - Deutsch: Der Phönix. In: Die Kompassrose. 1985.
- The Wife's Story (1982)
  - Deutsch: Die Erzählung der Frau. In: Die Kompassrose. 1985.
- Sur: A Summary Report of the Yelcho Expedition to the Antarctic, 1909–1910 (1982)
  - Deutsch: Die Rose des Südens. In: Die Kompassrose. 1985.
- Small Change (1982)
  - Deutsch: Kleingeld. In: Die Kompassrose. 1985.
- The Spoons in the Basement (1982)
- The Professor's Houses (1982)
- May's Lion (1983)
- Warriors in the Mist (1983) [only as by Ursula Le Guin]
- The Ascent of the North Face (1983)
  - Deutsch: Die Besteigung der Nordwand. In: Ein Fischer des Binnenmeeres. 1998.
- King Dog: A Movie for the Mind's Eye (1985)
- She Unnames Them (1985)
- Horse Camp (1986)
- Daddy's Big Girl (1987)
- Half Past Four (1987)
- Buffalo Gals, Won't You Come Out Tonight (1987)
  - Deutsch: Büffelmädchen, kommt ihr nicht raus heute nacht?. Übersetzt von Thomas Schichtel. In: Ellen Datlow, Terri Windling (Hrsg.): Das neue Buch der Fantasy. Bastei Lübbe Paperback #28191, 1990, ISBN 3-404-28191-8. Weitere Übersetzung von Hilde Linnert: „He, Büffelmädchen, kommt ihr nicht raus heute nacht?“. In: Wolfgang Jeschke (Hrsg.): Heyne Science Fiction Jahresband 1990. Heyne SF&F #4650, 1990, ISBN 3-453-03923-8.
- A Visit from Dr. Katz (1988)
- Kore 87 (1988, auch als A Child Bride)
- Limberlost (1989)
- The Second Report of the Shipwrecked Foreigner to the Kadanh of Derb (1989)
- Fire and Stone (1989)
- The Kerastion (1990)
  - Deutsch: Das Kerastion.  In: Ein Fischer des Binnenmeeres. 1998.
- The Creatures on My Mind (1990)
- Pandora Worries About What She is Doing: The Pattern (1991)
- Newton's Sleep (1991)
  - Deutsch: Newtons Schlaf.  In: Ein Fischer des Binnenmeeres. 1998.
- Climbing to the Moon (1992)
- Findings (1992)
- The First Contact with the Gorgonids (1992)
  - Deutsch: Erstkontakt mit den Gorgoniden.  In: Ein Fischer des Binnenmeeres. 1998.
- Standing Ground (1992)
- A Ride on the Red Mare's Back (1992)
- Fish Soup (1992)
- The Rock That Changed Things (1992)
  - Deutsch: Der Stein, der alles veränderte.  In: Ein Fischer des Binnenmeeres. 1998.
- The Poacher (1993)
- Along the River (1993)
- In the Drought (1994)
- Sunday in Summer in Seatown (1995)
- Ether OR (1995)
- Olders (1995)
- Ruby on the 67 (1996)
- The Wise Woman (1996)
- The Lost Children (1996)
- The Island of the Immortals (1998)
- The Silence of the Asonu (1998)
- The Royals of Hegn (2000)
- The Birthday of the World (2000)
- The Flyers of Gy: An Interplanetary Tale (2000)
- The Building (2001)
- Paradises Lost (2002)
  - Deutsch: Verlorene Paradiese. Atlantis, 2014, ISBN 978-3-86402-161-9.
- The Wild Girls (2002)
- Tom Mouse (2002)
- The Seasons of the Ansarac (2002)
- Social Dreaming of the Frin (2002)
- Confusions of Uñi (2003)
- Feeling at Home with the Hennebet (2003)
- Great Joy (2003)
- Porridge on Islac (2003)
- Sita Dulip's Method (2003)
- The Ire of the Veksi (2003)
- The Nna Mmoy Language (2003)
- Wake Island (2003)
- Woeful Tales from Mahigul (2003)
- LADeDeDa (2009, mit Vonda N. McIntyre)
- Elementals (2013)
- The Jar of Water (2014)

Kinderbücher
- Leese Webster (1979)
- A Visit from Dr. Katz (1988)
- Fire and Stone (1989)
- Fish Soup (1992)
- A Ride on the Red Mare’s Back (1992)
- Tom Mouse (2002)

Catwings (Kinderbuchreihe)
- Catwings (1988)
- Catwings Return (1989)
- Wonderful Alexander and the Catwings (1994)
- Jane on her Own (1999)
- Tales of the Catwings (1996)
- More Tales of the Catwings (2000)

Adventures in Kroy (Kinderbuchreihe)
- The Adventures of Cobbler’s Rune (1982)
- Solomon Leviathan’s Nine-Hundred and Thirty-First Trip Around the World (1983)

Gedichte
- Wild angels (1975)
- Hard Words: And Other Poems (1981)
- In the Red Zone (1983)
- Wild Oats and Fireweed: New Poems (1987)
- Going Out With Peacocks: And Other Poems (1994)
- Blue Moon over Thurman Street (1993, mit Photographien von Roger Dorband)
- The Twins, The Dream/Las Gemelas, El Sueno (1997, mit Diana Bellessi; zweisprachige Ausgabe, enthält Gedichte beider Autorinnen)
- Sixty Odd: New Poems (1999)
- Incredible Good Fortune: New Poems (2006)
- Four Different Poems (2007)
- Out Here: Poems and Images from Steens Mountain Country (2010, mit Photographien von Roger Dorband)
- Finding My Elegy: New and Selected Poems (2012)
- Late in the Day: Poems 2010–2014 (2015)
- So Far So Good: Poems 2014–2018 (2018)

Übersetzungen
- Laozi: Tao Te Ching (1997)
- The Twins, The Dream/Las Gemelas, El Sueno (1997, mit Diana Bellessi; zweisprachige Ausgabe, enthält Gedichte beider Autorinnen)
- Selected Poems of Gabriela Mistral (2003)
- Angélica Gorodischer: Kalpa Imperial (2003)

Essays und Sachliteratur
- From Elfland to Poughkeepsie (1973, Essay)
- Dreams Must Explain Themselves (1975, Essay)
- The Language of the Night: Essays on Fantasy and Science Fiction (1979)
- Steering the Craft: Exercises and Discussions on Story Writing for the Lone Navigator or the Mutinous Crew (1984)
  - Deutsch: Kleiner Autoren-Workshop. Autorenhaus (2007)
- Dancing at the Edge of the World: Thoughts on Words, Women, Places (1989, Essays und Rezensionen)
- The Carrier Bag Theory of Fiction (1989)
  - Deutsch: Die Tragetaschentheorie des Erzählens. Übersetzt von Matthias Fersterer. In: Am Anfang war der Beutel: Warum uns Fortschritts-Utopien an den Rand des Abgrunds führten und wie Denken in Rundungen die Grundlage für gutes Leben schafft thinkOya, Lassan 2020, S. 12–21, ISBN 978-3-947296-08-8 / Die Tragetaschentheorie der Fiktion. Übersetzt von Naomie Gramlich. In: Feministisches Spekulieren. Genealogien, Narrationen, Zeitlichkeiten, hg. v. Marie-Luise Angerer/Naomie Gramlich, Kadmos Kulturverlag 2020, S. 33–43, ISBN 978-3-86599-446-2 / Die Tragetaschentheorie der Fiktion. Übersetzt von Uda Strätling. In: Carrier Bag Fiction, hg. v. Sarah Shin/Mathias Zeiske, Spector Books 2021. S. 36–45, ISBN 978-3-95905-462-1
- The Way of the Water’s Going: Images of the Northern California Coastal Range (1989)
- Earthsea Revisioned (1993, Essay)
- The Wave in the Mind: Talks and Essays on the Writer, the Reader, and the Imagination (2004)
- Cheek by Jowl : Talks and Essay on How and Why Fantasy Matters (2009)
- Words Are My Matter: Writings About Life and Books, 2000–2016 (2016, Essays und Rezensionen)
- No Time to Spare: Thinking About What Matters (2017)
  - Deutsch: Keine Zeit zu verlieren. Golkonda (2018)
- Dreams Must Explain Themselves: The Selected Non-Fiction of Ursula K. Le Guin (2018, Essays)
- Conversations On Writing (2018, Interview in Buchform, mit David Naimon)

Deutsche Zusammenstellung:
- Am Anfang war der Beutel: Warum uns Fortschritts-Utopien an den Rand des Abgrunds führten und wie Denken in Rundungen die Grundlage für gutes Leben schafft. Übersetzt von Matthias Fersterer, thinkOya, Lassan 2020, ISBN 978-3-947296-08-8 (drei Essays, drei Reden und ein Gedicht).

## Adaptionen

### Film
- The Lathe of Heaven. Fernsehfilm 1980. Nach dem Roman Die Geißel des Himmels. Regie: Fred Barzyk und David R. Loxton
- The Lathe of Heaven. Fernsehfilm 2002. Regie: Philip Haas. Mit: James Caan, Lukas Haas, Lisa Bonet u. a.
- Earthsea. Miniserie 2004. Nach den ersten beiden Büchern des Erdsee-Zyklus. Regie: Robert Lieberman. Mit: Shawn Ashmore, Kristin Kreuk, Isabella Rossellini, Danny Glover u. a.
- Gedo senki (Die Chroniken von Erdsee). Anime, Kinofilm 2006. Nach dem Roman Das fernste Ufer aus dem Erdsee-Zyklus. Regie: Gorō Miyazaki
- The Field of Vision. Kurzfilm 2011. Nach der gleichnamigen Kurzgeschichte. Regie: Siri Rødnes

### Theater
- The Left Hand of Darkness. Chicago’s Lifeline Theatre 1995[16]
- Paradises Lost. Oper, Premiere 2012 University of Illinois. Nach dem Roman Verlorene Paradiese.
- The Left Hand of Darkness. The Portland Playhouse and Hand2Mouth Theatre 2013[17]

### Hörspiel
- Angst unter Bäumen. Basiert auf der Kurzgeschichte Vaster Than Empires and More Slow. Bayerischer Rundfunk / Süddeutscher Rundfunk 1985. Adaption: Regine Ahrem. Regie: Ernst Wendt.[18]
- The Dispossessed. CBC 1987. Adaption: David Lewis Stein. Regie: Bill Lane.[19]
- The Left Hand of Darkness. BBC 2015. Adaption: Judith Adams. Regie: Allegra McIlroy.[20]
- Earthsea. Staffel 1 basiert auf A Wizard of Earthsea und The Tombs of Atuan, Staffel 2 auf Tehanu, The Other Wind und die Kurzgeschichte Dragonfly. BBC 2018. Adaption: Judith Adams. Regie: Sasha Yevtushenko.[21]
- Erdsee. WDR 2022. Adaption: Judith Adams. Regie: Jörg Schlüter.[22]